# District historique des New Deal Resources in Babcock State Park
Le district historique des New Deal Resources in Babcock State Park – ou New Deal Resources in Babcock State Park Historic District en anglais – est un district historique américain situé dans le comté de Fayette, en Virginie-Occidentale. Aujourd'hui protégé au sein du parc d'État de Babcock, dans les parc national et réserve de New River Gorge, il est inscrit au Registre national des lieux historiques depuis le 5 mars 2020.